# ウィリー・ケーシー
ウィリー・ケーシー（Willie Casey、1981年12月20日 - ）は、アイルランドのプロボクサー。リムリック出身。

## 来歴
2008年10月26日、プロデビュー。2回TKO勝ち。
2010年11月6日、パウル・ヘイランドとEBU欧州スーパーバンタム級王座決定戦で対戦し、4回TKO勝ちで王者を獲得した（1度も防衛せずに返上）。
2011年3月19日、ダブリン・シティウェストホテルにて、世界初挑戦。WBA世界スーパーバンタム級暫定王者ギレルモ・リゴンドウ(キューバ)と対戦するも初回に2度倒されて最後は連打をまとめられそのままレフェリーストップ。自身初のKO負けがTKOに屈し、プロ初黒星。
その後の2戦は連続TKO勝ちと持ち直してくるも、2012年4月21日、デンマーク・ノードアリーナにてアンドレアス・エバンセン(ノルウェー)とWBAインターナショナルフェザー級王座決定戦で対戦するも、2-0(2者が113-115、114-114)の僅差判定負けを喫し、王者獲得に失敗した。
同年7月15日、ジェイソン・ブーシュとWBOインターコンチネンタルスーパーバンタム級王座決定戦を行い、3-0（116-112、115-114、115-114）で王座を獲得した。この試合はWBAヨーロピアンスーパーバンタム級王座決定戦も兼ねていた為、WBAヨーロピアンスーパーバンタム級王座も獲得した。

## 獲得タイトル
- EBU欧州スーパーバンタム級王座
- WBOインターコンチネンタルスーパーバンタム級王座
- WBAヨーロピアンスーパーバンタム級王座